# Теляк (Харгіта)
Теляк (рум. Teleac) — село у повіті Харгіта в Румунії. Входить до складу комуни Фелічень.
Село розташоване на відстані 209 км на північ від Бухареста, 39 км на захід від М'єркуря-Чука, 144 км на південний схід від Клуж-Напоки, 69 км на північ від Брашова.

## Населення
За даними перепису населення 2002 року у селі проживали 199 осіб, усі — угорці. Усі жителі села рідною мовою назвали угорську.